# .mq
.mq è il dominio di primo livello nazionale assegnato alla Martinica.
È amministrato da Canal+ Telecom.